# 呂紹
涼隱王呂紹（380年代—399年），字永業，略陽（今甘肅天水）氐人。十六國時期後涼國第二任君主，後涼懿武帝呂光嫡子。呂紹登位不久即被呂纂及呂弘兩位兄長發動政變所推翻，呂紹自殺。

## 生平
呂光出征西域時，呂紹與石氏等人留在前秦。淝水之戰後，前秦因戰敗而國亂，長安亦構亂，呂紹等人於是出奔仇池，直至麟嘉元年（389年）才到後涼，甫稱三河王的呂光遂立吕紹為世子。龍飛元年（396年），呂光立其為太子。
吕绍唯一一次有记载的亲自指挥的军事行动在龍飛四年（399年），当时他与庶兄吕纂攻打北凉天王段业，段业求助于南凉天王秃发乌孤。秃发乌孤的弟弟秃发利鹿孤率援军赶到，吕绍和吕纂只得撤退。
同年年末，呂光病重，立呂紹為天王，以吕纂为太尉，吕弘為司徒，臨終前叮囑呂紹說：「如今三寇（乞伏歸、段業和禿髮烏孤）未平，我死之後，呂纂帶領軍隊，呂弘治理朝政，你自己無為而治，把重任交給兩個哥哥」。也对两位长子有所嘱咐：“永业并非治理乱世的人才，只不过因嫡长的规举才让其处元首之位。现在外有强寇，人心不定，你们兄弟和睦则会让国家流传万世；若果自己内斗，则祸乱立即就会来了。”还对吕纂说：“你本性粗豪勇武，很令我担心。开展基业本来就艰难，守成也不容易。好好辅助永业，不要听谗言呀。”不久呂光去世，呂紹秘不發喪，呂纂推門入殿哭喪，竭盡哀思才出來。呂紹害怕被殺害，想讓位給他，但呂纂以呂紹是嫡子身份推辭，呂紹固請也不獲呂纂答允，於是即位。呂光侄子呂超勸呂紹及早除去既有兵權，又有極高威名的呂纂，但呂紹雖也憂心呂纂，但仍以父親遺命及袁尚兄弟相爭之事一再拒絕對付呂纂，令呂超很失望。呂紹在湛露堂面見呂纂時，呂超持刀在側侍候，用眼神請求呂紹收捕呂纂，但呂紹都不肯。
在呂紹到後涼前，呂光曾經想立呂弘為世子，不過因為知道呂紹在仇池而打消念頭。可是呂弘一直記恨在心，不久即派尚書姜紀唆使呂纂和他一起叛變。呂纂順從，於是在一夜率軍攻入宮廷，呂紹試圖出兵抵抗，但兵眾都因為忌憚呂纂威名而潰散。呂紹見此便在紫閣自殺。呂纂即位後諡呂紹為隱王。

## 妻子
- 張美人，敦煌人，長得十分美艷，呂紹死後請出家為尼。及後登位的呂隆逼迫她，於是在張掖門樓跳下自殺。[6]

## 年號
丘文學《歷朝紀元錄》稱呂紹改元皇始，不詳何出。